# Novigrad (Zára)
Novigrad falu és község Horvátországban Zára megyében. Közigazgatásilag Paljuv és Pridraga települések tartoznak hozzá.

## Fekvése

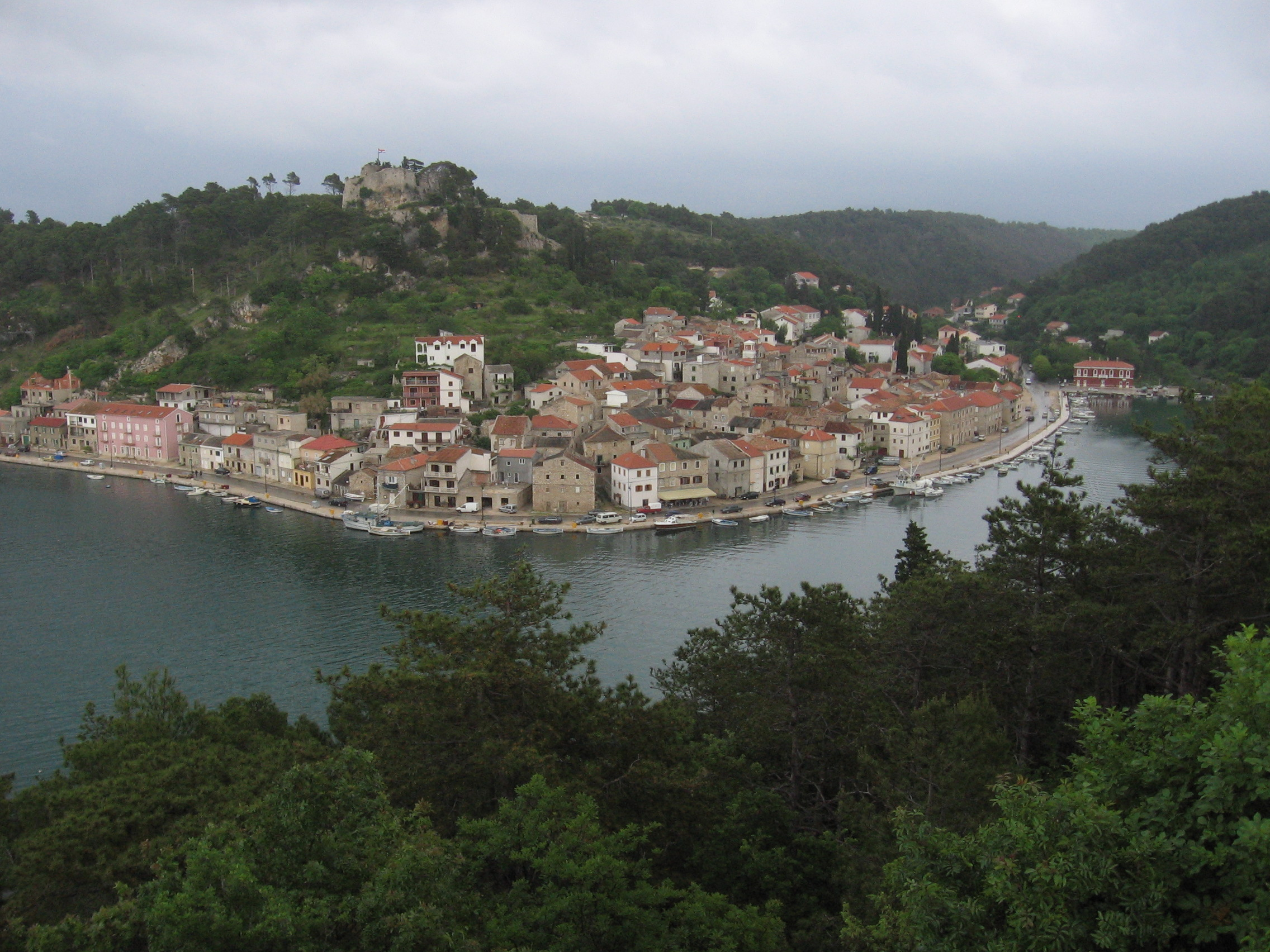
Novigrad látképe a várral

Zára központjától légvonalban 26 km-re, közúton 33 km-re keletre, Dalmácia északi részén, a Novigradi-tenger déli partján fekszik. A település régi magja a tengerből a szárazföld belsejébe közel 1 km hosszan S-alakban fjordszerűen benyúló öböl végénél az északkeleti oldalon található annak a dombnak az aljában amelyen Novigrad ősi vára (Fortica) áll. A régi városmag nagymértékben ma is őrzi középkori formáját. Közelében a Novigradi-tenger északkeleti oldalán található a Zrmanja-folyó szurdokszerű torkolatvidéke és a Paklenica Nemzeti Park.

## Története
A mai novigradi vár helyén már a bronzkorban erődített település állt, amelyet az illírek egyik törzse a liburnok építettek. A vár és a település a római korban, majd később a horvát betelepülés (7. század) után is folyamatosan lakott volt. Ezt igazolják a különböző leletek és korabeli épületek, különösen a templomok. A korai keresztény épületek egyike volt a 976-ban lerombolt bencés apátság, mely Szent Pál vagy Szent Katalin tiszteletére volt szentelve. A római erődítményt 1220-ban újjáépítették és Castrum Novumnak azaz új várnak nevezték el. Róla kapta nevét a mai település. 1282-ben Juraj Gusić (Kurjaković) korbavai nemes itteni birtokainak védelmére a várat megerősítette.
Vára 1358-tól a zárai béke értelmében királyi vár lett a horvát bánok igazgatása alatt. 1386-87-ben itt őriztette a lázadó Horváti János az elfogott királynékat: I. Lajos második feleségét, Erzsébetet és lányát, Máriát. Erzsébetet 1387 januárjában itt fojtották meg, de még ez év június 4-én a velencei flotta segítségével a várat elfoglalta Zsigmond király vezére, Frangepán János vegliai gróf, és a királynőt kiszabadította. A fogoly királynék által hímzett díszes miseruha ma is megvan, a plébániatemplomban őrzik. 1407-ben a záraiak foglalták el Nápolyi László számára, aki 1409-ben Dalmáciával együtt a velenceieknek adta el.
A török a 15. század végén és a 16. század elején kétszer is megtámadta, de ennek ellenére meg tudta őrizni lakóinak biztonságát. 1526-ban a várnak és az alatta fekvő településnek 1054 lakosa volt. 1551-ben itt írták meg a Novigradi törvénykönyvet, az óhorvát szokásjogok gyűjteményét. 1571-ben Ferhát pasa boszniai szandzsákbég sok katonával és ágyúval ostromolta a várat, de bátor védői Luka Halaburić kapitány vezetésével kitartottak, és a török sereget meghátrálásra kényszerítették.
1633-ban Francesco Erizzo velencei dózse a helyiek megelégedésére rendeletet adott ki, melyben felmentette őket az állami adók, a tulajdonképpeni tized fizetése alól, mivel a török határ közelsége miatt nem tudták megművelni földjeiket, továbbá hogy meg tudják újítani plébániatemplomukat, amely rossz állapotban volt és hogy sebészt fogadhassanak. A tized akkor 200 dukátot tett ki, a templom kijavítása 50 dukátba, sebész tartása pedig egy várbeli katona éves zsoldjába került. 1647-ben a Leonardo Foscolo vezette velencei hadak felszabadították Novigrád környékét a török uralom alól. 1662-ben a Bribirski Mostina melletti Otresnél a törökkel vívott harcban számos híve mellett elesett Vicko Vlatković novigradi plébános. 1700-ban újjáépítették az 1571-es ostromban lerombolt Szent Katalin templomot. 1708-ban újjáépítették Novigrad várát is.
1718-ban helyreállították és átépítették a Kisboldogasszony plébániatemplomot. 1776-ban Novigradban írta alá Gradenigo Dalmácia velencei kormányzója és Aspremont császári ezredes az osztrák-velencei határmegállapodást. 1797-ben miután a francia seregek felszámolták a Velencei Köztársaságot Novigradot osztrák csapatok szállták meg. 1800-ban felépítették a Szent Miklós templomot. 1809-ben Novigrad a Francia Császárság Illír tartományának része lett. 1811-ben Bertrand tábornok, illír kormányzó rendeletére megalapították Novigrad községet, melyhez Starigrad, Seline, Jasenice, Kruševo, Karin Gornji, Karin Donji, Popović, Donje Biljane, Gornje Biljane, Smilčić, Kašić, Islam Grčki, Islam Latinski, Paljuv, Podgradina, Posedarje (1813-tól), Slivnica és Vinjerac települések tartoztak.
1815-ben a bécsi kongresszus újra Ausztriának adta, amely a Dalmát Királyság részeként Zárából igazgatta 1918-ig. A településnek 1857-ben 637, 1910-ben 1094 lakosa volt. 1878-ban Dalmáciában elsőként megalakult az Első Novigradi Halász Egyesület. 1885-ben Novigradba látogatott Rudolf trónörökös, mely alkalomból ünnepi verssel köszöntötték. 1907-ben a Nemzeti Párt tagjai megalapították a helyi takarékpénztárat.
Az első világháborút követően előbb a Szerb–Horvát–Szlovén Királyság, majd a Jugoszláv Királyság része lett. 1923-ban verekedés tört ki a Nemzeti Parasztpárt hívei és a rendőrök között. Megalapították a Lav labdarúgóklubot, mely később NOŠK-ra változtatta a nevét. A második világháborúban 52 helyi lakos esett el. 1955-ben felépítették a hallisztüzemet. 1960-ban megkezdte működését a Kondal Novigrad gyermekruhagyár. 1962-ben megszüntették Novigrad községet. 1974-ben megnyílt az új iskolaépület. 1978-ban megalakult az önkéntes tűzoltó-egyesület.
A település 1991-ben sokat szenvedett a szerbek ágyúzásától. Ekkor dőlt le a vár egyik tornya is. 1992. január 2-án a jugoszláv néphadsereg és a szerb szabadcsapatok bevonultak a kihalt településre, ahol mindössze öt lélek maradt. A horvát hadsereg 1993. január 25-én a „Maslenica” hadművelet során szabadította fel a települést. A délszláv háború harcaiban 1993-ban négy helyi lakos esett el. 2001-ben 2368 lakosa volt, akik főként mezőgazdasággal, állattenyésztéssel és turizmussal foglalkoztak.

## Lakosság
| Lakosság változása | Lakosság változása | Lakosság változása | Lakosság változása | Lakosság változása | Lakosság változása | Lakosság változása | Lakosság változása | Lakosság változása | Lakosság változása | Lakosság változása | Lakosság változása | Lakosság változása | Lakosság változása | Lakosság változása | Lakosság változása |
| ------------------ | ------------------ | ------------------ | ------------------ | ------------------ | ------------------ | ------------------ | ------------------ | ------------------ | ------------------ | ------------------ | ------------------ | ------------------ | ------------------ | ------------------ | ------------------ |
| 1857               | 1869               | 1880               | 1890               | 1900               | 1910               | 1921               | 1931               | 1948               | 1953               | 1961               | 1971               | 1981               | 1991               | 2001               | 2011               |
| 637                | 848                | 880                | 969                | 966                | 1.094              | 1.178              | 934                | 889                | 860                | 800                | 837                | 662                | 640                | 542                | 534                |

## Nevezetességei
- A Kisboldogasszony tiszteletére szentelt plébániatemploma[5] latin kereszt alaprajzú, fehér faragott kövekből épült 1890-ben a török által lerombolt középkori templom helyén. 1890. október 19-én szentelte fel Petar Dujam Maupas zárai érsek.[6] Egyhajós épület, sekrestyével, három oltárral. A templom belseje klasszicista stílusú diadalívvel és neobarokk festéssel, melyet 1931-ben Mladen Plećko zágrábi mester és fia készített. A fehér márvány főoltárt a régi templomból hozták át, oltárképe mely Mária születését ábrázolja a 16. században készült, 1998-ban Šime Vittori restaurálta. A bal oldali márvány mellékoltáron a Fájdalmas Szűzanya 16. századi fogadalmi szobra látható, míg a jobb oldalon Szent József 1899-ben Zárában faragott szobra áll. A Szent József oltár képe Ive Oštrić-Zekić atya adománya, míg a keresztút állomásait Ive Baždarić atya ajándékozta. A templomban még Jézus szíve, a Segítő Szűzanya és Kis Szent Teréz szobrai találhatók. Keresztelőmedencéje és szenteltvíztartója kőből készült. Itt őrzik azt a 14. századi aranyazott miseruhát, amelyet a hagyomány szerint Erzsébet királyné hímzett itteni fogsága idején.[6]
- A régi Kisboldogasszony-templom[7] 1500 körül épült a történelmi belvárosban, a keleti városkapu mellett. 1900-ban a templomot megszüntették és állami iskolává alakították át. Egy egyszerű késő középkori épületet, amely 1646-ban a törökökkel vívott harcokban megrongálódott, 1670-ben barokk stílusban építették át és 1718-ban ismét átalakították. Iskolává alakítva az egységes templomteret a földszint és az első emelet között egy fából készült mennyezettel választották el. Ma a földszint a helyi múzeum lapidáriuma, amelyen az építési korszakok egyértelműen láthatók.
- A régi plébániaház[8] a keleti városkapu felől vezető főutcán található. A 17. században épült, és 19. századtól állami iskola működött benne. A főépület L alaprajzú. Ennek az egyszerű épületkomplexumnak megkülönböztetett környezeti és történelmi értéke van, mivel Juraj Baraković 1583 és 1603 között Novigrad plébánosaként élt ott.
- A Szent Katalin templom[9] Novigrad legrégibb temploma. A temetőben álló templom eredetileg a 10. században épült kora román stílusban. Itt állt egykor a bencések kolostora, amelynek ez volt a temploma. Az eredeti templomból azonban mára két, növényi ornamentikával díszített kőtábla maradt, melyek a mai templom falába vannak beépítve. A főbejárat mellett fennmaradt a szentélyt a hívektől elválasztó díszesen faragott kőtábla. A szimmetrikus körökben szőlőt evő madarak a 10. századból, a kolostor építésének idejéből származnak. A mai templomot 1393-ban a kolostor alapjain építtette Butko Kurjaković horvát bán.[6] A kolostort és a templomot az 1571-es török ostrom idején rombolták le, majd 1700-ban újjáépítették, de az 1891-es földrengés újra lerombolta. Már 120 éve állt romokban, amikor az újjáépített templomot Szent Katalin ünnepén november 25-én Puljić érsek újra felszentelte. A tíz évig tartó újjáépítést a horvát kulturális minisztérium és Novigrad község jelentős anyagiakkal támogatta. Az ünnepség a falu közepén Puljić érsek által celebrált szentmisével kezdődött, majd a tömeg templomi zászlókkal és Szent Katalin szobrával a mindenszentek litánia itteni népi változatát énekelve vonult a plébániatemplomból a Szent Katalin templomhoz.[6]
- A község óratornyát 1901-ben építették. Az óraszerkezetet az órákat ütő haranggal együtt a régi templomból hozták át. A harangot 1841-ben öntötték.[10]

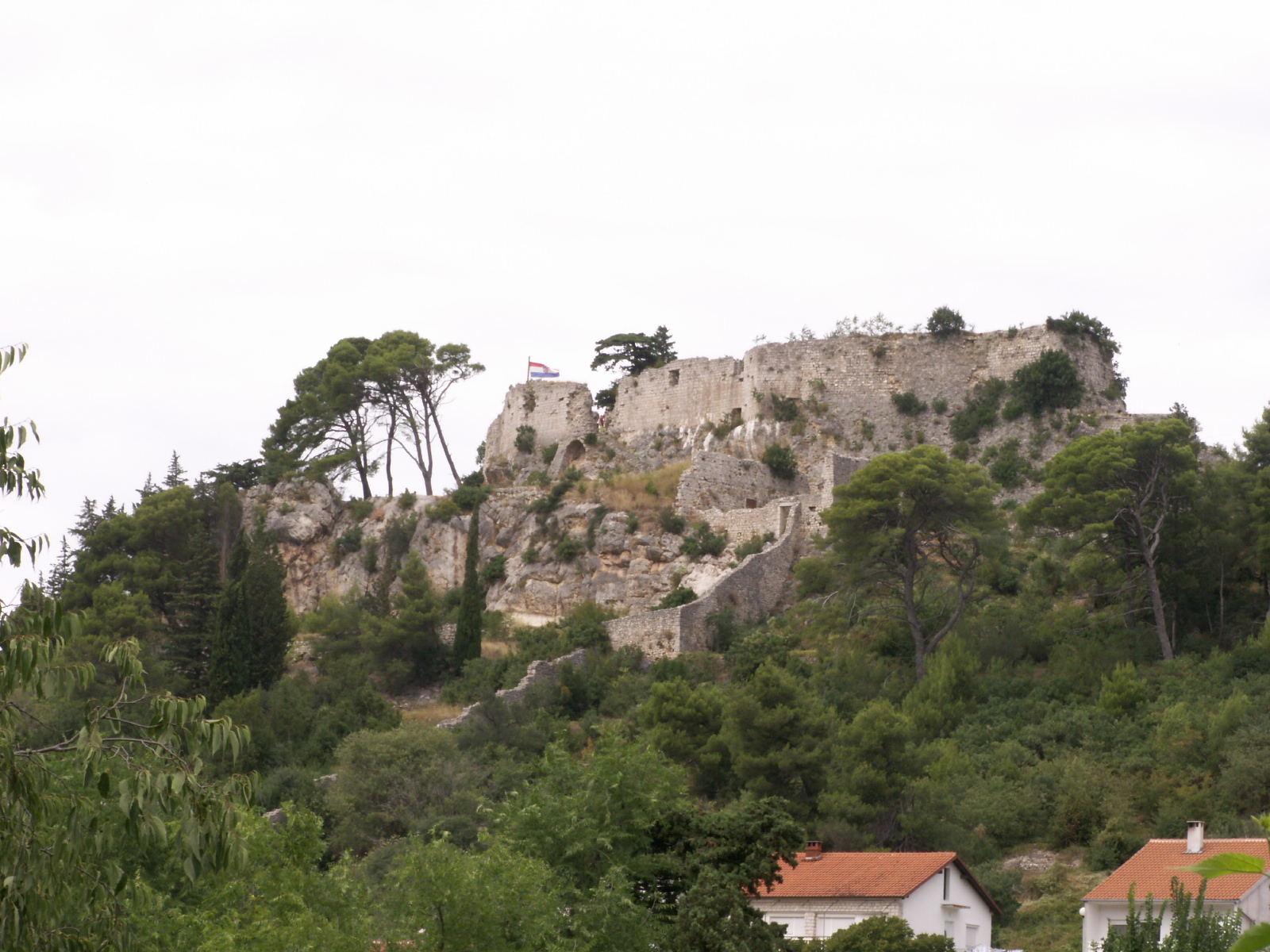
Novigrad várának romjai

- Novigrad várát az ún. Forticát (Castrum Novum)[11] 1220-ban egy római kori őrtorony helyén építtették. Ezen a helyen már az i. e. 3. században illír erődítmény állt. 1282-ben megerősítette Lika és Korbava akkori ura a Gusić – Kurjaković család.[10] A középkori vár építtetőjének a környéken fekvő birtokait volt hivatott megvédeni. 1387-ben Frangepán János velencei segítséggel vette be, amikor az itt őrzött Anjou Mária királynőt kiszabadította. 1409-ben a velenceieké lett, akik bővítve és átépítve megerősítették. A török a 15. század végén és a 16. század elején kétszer is megtámadta, majd visszaverte az 1571-es ostromot is.[10] 1646-ban a török elfoglalta, de alig tíz hónapig birtokolta, mert a velenceiek 1647-ben felszabadították. Utoljára 1708-ban állították helyre.[10] 1797 a Velencei Köztársaság bukása óta pusztul. Ma is állnak tekintélyes romjai a település feletti hegytetőn. A velencei uralom idején a várban egy Szent Borbála tiszteletére szentelt kápolna állt, melynek saját káplánja volt.
- A Szent Miklós fogadalmi templom a novigradi kikötő bejáratánál található, 1800-ban épült. Szent Miklós fából faragott szobra a délszláv háború során semmisült meg.[6]
- A plébániaház közelében a Rózsafüzér királynője tiszteletére szentelt kis templom áll. Azelőtt egy Szent Márk tiszteletére szentelt kápolna állt ezen a helyen, melyet 1882-ben építettek.[6]
- A közelben a Mijolovac nevű helyen 1940-ben egy Szent Mihály tiszteletére szentelt óhorvát templom maradványait tárták fel. Ezen a helyen egykor egy római villagazdaság állt.[10] A templomot a 9. században építették, valószínűleg egy kolostor épületegyüttesének része volt. Erre utal, hogy körülötte középkori kolostorra utaló kora román kőfaragványok töredékei kerültek elő. A kolostort 1560-ban, vagy azt követően rombolták le.[6][10]

## Híres emberek
Novigradon született 1745. november 7-én Pietro Antonio Zorzi bíboros, udinei érsek.

## Fordítás
Ez a szócikk részben vagy egészben  a   Novigrad (Zadarska županija) című horvát Wikipédia-szócikk ezen változatának fordításán alapul.  Az eredeti cikk szerkesztőit annak laptörténete sorolja fel. Ez a jelzés csupán a megfogalmazás eredetét és a szerzői jogokat jelzi, nem szolgál a cikkben szereplő információk forrásmegjelöléseként.